# Raymond Louviot
Raymond Samuel Louviot (Granges, 17 dicembre 1908 – Dunkerque, 14 maggio 1969) è stato un ciclista su strada, pistard e dirigente sportivo francese.
Fu professionista dal 1931 al 1949 e vinse trentanove corse, fra cui i Campionati francesi, il Grand Prix des Nations e il Grand Prix de Ouest-France, oltre a due tappe al Tour de France.

## Carriera
Passato professionista nel 1931 con la squadra francese Genial Lucifer, ebbe modo di mettersi subito in evidenza soprattutto nelle corse in linea nazionali, riuscendo a cogliere all'esordio una vittoria, nella Parigi-Contres.
Nel 1932 riuscì nuovamente a vincere, un circuito sempre in Francia, e partecipò alla sua prima grande corsa a tappe, il Giro d'Italia in cui sfiorò la vittoria nella seconda tappa, che terminò al secondo posto dietro Hermann Buse. La sua stagione vise piazzamenti in diverse prove francesi, fra cui un decimo posto nel Critérium National e nella Parigi-Tours.
Nel 1933 riuscì a cogliere diverse affermazioni, fra cui la vittoria nel Grand Prix des Nations, corsa a cronometro che sarà considerata una sorta di antesignano del mondiale di specialità. Nel corso della stagione ottenne anche piazzamenti in corse francesi: fu ottavo alla Parigi-Nizza, quarto nel Critérium National e secondo nel Grand Prix de Plouay.
Nel 1934 partecipò ai campionati nazionali che riuscì a vincere e al suo primo Tour de France in cui si impose nella ventiduesima tappa, cogliendo in totale dodici piazzamenti nei primi dieci nel corso delle varie tappe e concludendo la corsa al dodicesimo posto assoluto. In quella stagione concluse secondo la Bordeaux-Parigi, fu poi quinto nella Parigi-Nizza e nono sia alla Parigi-Roubaix che alla Parigi-Tours.
Nel 1935 si affermò in cinque corse, soprattutto circuiti, fra cui la quarta tappa della Parigi-Nizza, mentre fra i piazzamenti, il quarto posto alla Bordeaux-Parigi e il settimo al Criterium National.
Il 1936 fu meno prolifico del precedente, Louviot conquistò una corsa del panorama francese, la Parigi-Sedan, e fu quarto ai campionati nazionali in linea. Svolse anche attività di pistard, arrivando terzo nella Coppa di Francia di mezzofondo.
Nel 1937 vinse otto corse fra cui due brevi prove a tappe, il Tour du Sud-Est e il Circuit Deux-Sèvres, mentre nel 1938 vinse tre prove, fra cui la Parigi-Rennes, e fu quarto alla Parigi-Tour e ottavo alla Parigi-Nizza, mentre nel 1939 vinse la sua seconda tappa al Tour de France.
Con l'avvento della Seconda guerra mondiale l'attività ciclistica si interruppe, ma comunque Louviot riuscì a partecipare a qualche corsa nazionale, vincendo anche il Criterium di Francia, e stessa cosa accadde negli anni successivi.
Ottenne gli ultimi risultati subito dopo la fine della guerra, prima del ritiro nel 1949, vincendo il Grand Prix de Plouay nel 1947 e arrivando secondo nel campionato francese l'anno successivo.

## Palmarès
- 1931

Parigi-Contres
- 1933

Grand Prix des Nations
Grand Prix de Chateaurenard
1ª tappa Circuit du Midi
Classifica generale Circuit du Mudi
1ª tappa Circuit de l'Ouest
5ª tappa Circuit de l'Ouest
- 1934

Campionati francesi, Prova in linea
22ª tappa Tour de France
- 1935

Trophée Colimet
2ª tappa Parigi-Nizza
- 1936

Parigi-Sedan
- 1937

2ª tappa 2ª semitappa Tour du Sud-Ouest
4ª tappa Tour du Sud-Ouest
Classifica generale Tour du Sud-Ouest
1ª tappa Circuit Deux-Sèvres
2ª tappa Circuit Deux-Sèvres
Classifica generale Circuit Deux-Sèvres
Parigi-Soissons
- 1938

Parigi-Rennes
1ª tappa Circuit du Morbihan
- 1939

Circuit des monts du Roannais
4ª tappa Tour de France
2ª tappa Tour du Sud-Ouest
- 1940

Criterium de France
- 1941

Grand Prix de l'Auto
Parigi-Nantes
- 1942

6ª tappa Circuit de France
- 1946

3ª tappa Ronde de France (Tolosa > Montpellier)
- 1947

Grand Prix de Plouay

### Altri successi
- 1932

Circuito di Fury-le-Cantal
- 1933

Circuito di Allier
- 1935

Circuito di Bayeux
Circuito di Annemasse
Circuito di Nizza
- 1937

Circuito di Blois
- 1938

Circuito della Svizzera Romanda
- 1940

Criterium di Entrains-sur-Nohain
- 1948

Criterium di Isoirre

## Piazzamenti

### Grandi Giri
- Tour de France

1934: 12º
1938: 26º
1939: 29º
- Giro d'Italia

1932: 24º

### Classiche monumento
- Parigi-Roubaix

1933: 32º
1934: 9º
1935: 57º
1943: 16º
1944: 56º

### Competizioni mondiali
- Campionati del mondo

Lipsia 1934 - In linea: ritirato